# Fissidens hyalinus
Fissidens hyalinus är en bladmossart som beskrevs av W. J. Hooker och William M. Wilson 1840. Fissidens hyalinus ingår i släktet fickmossor, och familjen Fissidentaceae. Inga underarter finns listade i Catalogue of Life.